# Фориссон, Робер
Робе́р-Фориссо́н Атке́н (фр. Robert-Faurisson Aitken; 25 января 1929, Шеппертон, Великобритания — 21 октября 2018, Виши, Франция) — французский писатель и литературовед. Отрицатель Холокоста.

## Биография
Фориссон был одним из семи детей, родившихся в Шеппертоне (Англия) в семье отца-француза и матери-шотландки.
Изучал французскую, латинскую и греческую литературу. В 1956 стал учителем средней школы в Виши. В 1960 году был арестован за членство в Секретной вооружённой организации. Был учеником Жана Бофре. В 1972 году получил докторскую степень (диссертация о Лотреамоне). В 1973—1990 годах был профессором французской литературы в Лионском университете.

## Отрицание Холокоста
Во время учёбы в Сорбонне Фориссон стал сторонником отрицания Холокоста. Поводом стало письмо Мартина Брошата в Die Zeit в августе 1960 года, что лагеря смерти с газовыми камерами были не в Германии, а на территории Польши. После этого Фориссон прочитал сочинения Поля Рассинье и начал переписку с ним. Рассинье убедил его влиться в ряды отрицателей. 27 июля 1974 года Фориссон опубликовав письмо в еженедельной парижской газете Le Canard enchaîné, где утверждал, что нацисты не планировали геноцид евреев.
В 1979 году Робер Фориссон написал книгу, утверждающую, что нацисты не пользовались газовыми камерами, не начали геноцид евреев и что эти мифы были созданы сионистами ради Израиля, против Германии и Палестины. Фориссон объявил послевоенной подделкой известный дневник Анны Франк. Многочисленные экспертизы, включая экспертизу Нидерландского государственного института военной документации, опровергли предположения Фориссона.
3 июля 1981 года Фориссон был осужден по обвинению в фальсификации истории. Приговор подразумевал 3 месяца заключения условно и 5000 франков штрафа.
В 1991 году Фориссон был избит студентами-антифашистами и уволен со своего поста профессора университета (обоснование — невозможность обеспечить безопасность работника). В 1996 году жалобу Фориссона со ссылкой на статью 10 из Европейской Конвенции о защите прав человека рассмотрела Европейская комиссия по правам человека. В удовлетворении жалобы ему было отказано со ссылкой на статью 17 Конвенции, которая предназначена, чтобы «помешать тоталитарным группам эксплуатировать в своих интересах принципы, сформулированные в Конвенции». Аналогично жалобу Фориссона отверг Комитет по правам человека ООН, который не усмотрел в наложении штрафа нарушения статьи 19 Международного пакта о гражданских и политических правах.
По инициативе либертарианцев была составлена петиция к французским властям с требованием «обеспечить Роберу Фориссону безопасность и возможность пользоваться своими конституционными правами», включая свободу слова. Под петицией было поставлено около 500 подписей из разных стран; одним из подписавшихся был Ноам Хомский. Еврей по происхождению, он отрицал свою поддержку выводов Фориссона, но отстаивал право любого учёного на исследования, непопулярные в обществе.
В частности, Хомский написал (процитировано в «Поисках правды Ноамом Хомским»):

Я не вижу антисемитизма в отрицании существования газовых камер или Холокоста. Я также не вижу антисемитизма в заявлениях, что Холокост (независимо от уверенности заявляющего в его существовании) используется апологетами израильских репрессий и насилия.
Оригинальный текст (англ.)
I see no anti-Semitic implications in denial of the existence of gas chambers or even denial of the Holocaust. Nor would there be anti-Semitic implications, per se, in the claim that the Holocaust (whether one believes it took place or not) is being exploited, viciously so, by apologists for Israeli repression and violence.

Это заявление вызвало острую полемику в научных и общественных кругах Европы, Америки и Израиля. Оппоненты Хомского (прежде всего, известный историк Пьер Видаль-Наке) указывали, что своей поддержкой Хомский (всякий раз замечавший в своих выступлениях по делу Фориссона, что он не подвергал сочинения Фориссона подробному изучению по существу) утверждает право «фальсификатора» на пропаганду «фальсификации». Видаль-Наке указывал на то, что сочинения Фориссона носят не исследовательский, а пропагандистский характер, и антисемитизм является их идеологической основой, — цитируя в подтверждение своих выводов, например, фразу Фориссона о том, что введённое в Третьем рейхе требование ко всем евреям старше 6 лет носить на одежде жёлтую звезду как опознавательный знак было «направлено не на „окончательное решение еврейского вопроса“, а на обеспечение безопасности германских солдат». Отвечая критикам, Хомский подчёркивал, что есть разница между «поддержкой чьих-то взглядов» и «защитой его права их высказывать» (следуя в этом приписываемому Вольтеру афоризму: «Мне глубоко неприятны Ваши взгляды, но я готов умереть за то, чтобы у Вас было право их высказать»).
Дело Фориссона показало, что существуют значительные расхождения в интерпретации понятия «права человека» и границ их применения.
Согласно американскому юристу Алану Дершовицу, Хомский защищал Фориссона не только с точки зрения свободы слова, но и с научных позиций, утверждая, что написанное Фориссоном основано на «глубоком историческом исследовании». Дершовиц охарактеризовал «исследование» Фориссона фальсификацией, нарушающей базовые каноны исторической науки. Хомскому он ответил таким образом:

Я просто не в состоянии понять, как еврей, детство которого пришлось на период Холокоста и который называет практически всё, с чем он не согласен, «расизмом», может не видеть даже намёка на антисемитизм в сочинении человека, который описывает Холокост как «обман» и «фальшивку», сфабрикованную евреями. Я не могу понять, и как еврей может говорить о Холокосте: «вне зависимости от того, был ли он на самом деле или нет», — предполагая тем самым, что разумные люди могут верить, что он был или не был на самом деле.

В 2006 году Фориссон выступил с докладом «Победы ревизионизма» на Международной тегеранской конференции «Обзор Холокоста: глобальное видение». В 2002 году президент Ирана Махмуд Ахмадинежад наградил его премией за «мужество, сопротивление и боевой дух».

## Публикации

### Литературоведческие
- Robert Faurisson, « A-t-on lu Rimbaud ?», Bizarre, no 21-22, 1961
- Robert Faurisson, A-t-on bien lu Lautréamont ?, Paris, Gallimard, coll. « Essais», 1972
- Robert Faurisson, La Clé des Chimères et autres chimères de Nerval, Paris, Jean-Jacques Pauvert, 1977

### Ревизионистские
- Mémoire en défense contre ceux qui m’accusent de falsifier l’histoire, La Vieille Taupe, 1980.
- Robert Faurisson, Réponse à Pierre Vidal-Naquet, Paris, La Vieille taupe, 1982, 95 p. (ISBN 2-903279-04-7)
- «Chronique sèche de l'Épuration — Exécutions sommaires dans quelques communes de Charente limousine», Revue d’Histoire révisionniste, no 4, février-avril 1991.
- Réponse à Jean-Claude Pressac, édité par l’AAARGH, 1993
- Écrits révisionnistes (1974—1998), 4 volumes, Édition privée hors commerce, 1999.
- Écrits révisionnistes (1999—2004), 5 volumes, Édition privée hors commerce, 2005.
- Het « Dagboek» van Anne Frank: een kritische benadering, en collaboration avec Siegfried Verbeke.
- Le révisionnisme de Pie XII, 2009